# Toni Basil
Antonia Christina Basilotta, känd som Toni Basil, född 22 september 1943 i Philadelphia i Pennsylvania, är en amerikansk musiker, musikvideoartist, skådespelare och koreograf. Hon är mest känd för sin hit Mickey.

## Familj
Toni Basils mor spelade Vaudeville och hennes far var orkesterledare.